# Acte de foi
Pour les articles homonymes, voir acte de foi (homonymie).
Un acte de foi, dans le christianisme, est l'acte de croire ou d'accepter ce qui n'est pas fondé sur la raison. En islam, on peut le rapprocher de la chahada, le premier des cinq piliers de cette religion, qui en est la profession de foi.

## Kierkegaard

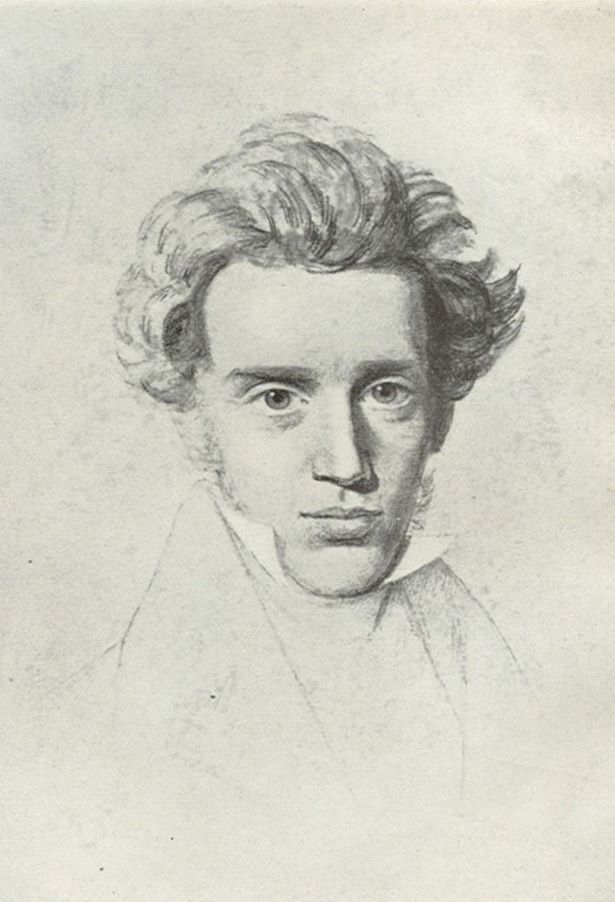
Kierkegaard en 1838 ou 1840

Le concept est communément attribué à Søren Kierkegaard ; cependant, il n'aurait jamais utilisé le terme, car il faisait référence à un saut qualitatif. Un saut de foi selon Kierkegaard implique la circularité dans la mesure où le saut est fait par la foi.
David F. Swenson, spécialiste de Kierkegaard, a décrit le saut dans son article de 1916 L'anti-intellectualisme de Kierkegaard en utilisant certaines des idées de Kierkegaard.

## Dans la culture populaire
- Le concept est abordé lors de la troisième épreuve d'Indiana Jones dans Indiana Jones et la Dernière Croisade.
- Le concept est utilisé dans Spider-Man: Into the Spider-Verse par Peter B. Parker pour faire comprendre à Miles Morales qu'il ne pourra jamais être certain du moment où il sera « prêt ».

### Citations originales
1. ↑  (en) « H2 plus O becomes water, and water becomes ice, by a leap. The change from motion to rest, or vice versa, is a transition which cannot be logically construed; this is the basic principle of Zeno's dialectic, and is also expressed in Newton's laws of motion, since the external force by which such change is effected is not a consequence of the law, but is premised as external to the system with which we start. It is therefore transcendent and non-rational, and its coming into existence can only be apprehended as a leap. In the same manner, every causal system presupposes an external environment as the condition of change. Every transition from the detail of an empirical induction to the ideality and universality of law, is a leap. In the actual process of thinking, we have the leap by which we arrive at the understanding of an idea or an author »